# Nebet (Geländeform)
Nebet (plural nebut) ist die altägyptische Beschreibung einer Geländeform.
Im Zusammenhang der Hau-nebut ist „nebet“ erstmals auf einem Block aus dem Totentempel des Cheops belegt. Dort wird „nebet“ bezüglich Geländebeschreibungen parallel zu „tau“ (Flachländer) und „chasut“ (Hügelländer, Bergländer) genannt.
In Beschreibungen des Amduat gilt die Verbindung von „nebet“ mit den beschriebenen Geländeformen als gesichert. Im Zweiwegebuch steht „nebet“ für ein landwirtschaftliches Gelände.